# Paul Cambo

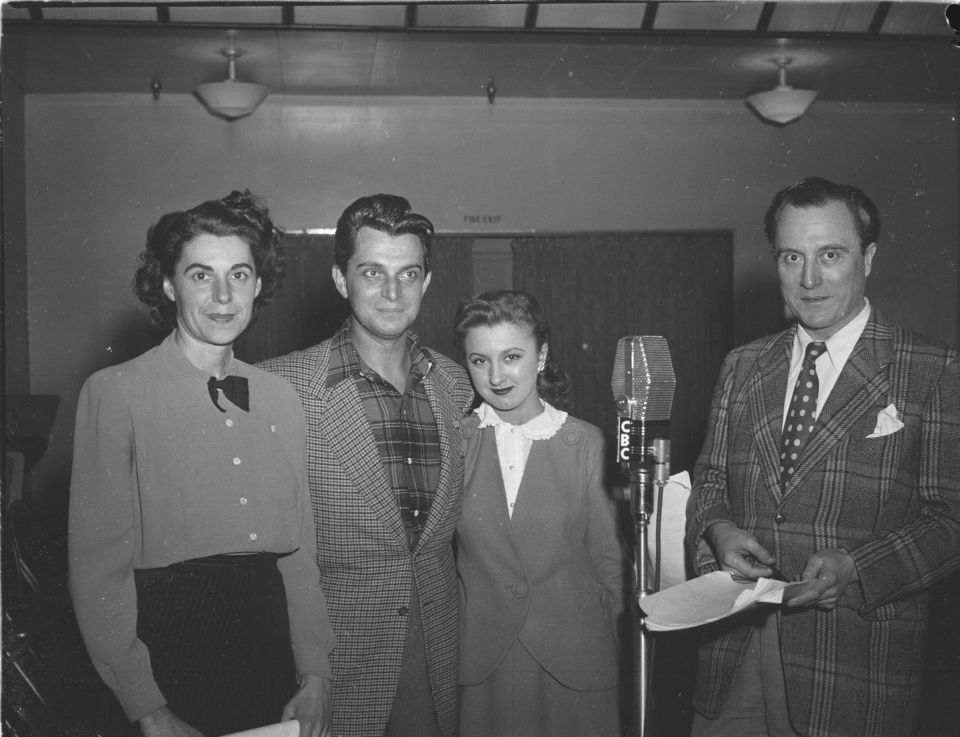
Paul Cambo (2e) dans les studios de Radio-Canada en 1946

Paul Cambo (de son vrai nom Paul-Marius-Raymond Mignonat), né le 2 juillet 1908 à Bort-les-Orgues (Corrèze) et mort le 19 février 1978 à Maisons-Laffitte (Yvelines), est un acteur français.

## Filmographie

### Cinéma
- 1932 : Chair ardente de René Plaissetty : le frère
- 1933 : Le Rayon des amours, court métrage d'Edmond T. Gréville
- 1935 : Barcarolle de Gerhard Lamprecht et Roger Le Bon
- 1937 : Ramuntcho de René Barberis : Ramuntcho
- 1937 : Rendez-vous aux Champs-Élysées de Jacques Houssin
- 1938 : Mon oncle et mon curé de Pierre Caron
- 1938 : Le Héros de la Marne d'André Hugon : Pierre Lefrançois
- 1938 : Le Joueur d'échecs de Jean Dréville : le prince Boleslas Vorowsky
- 1938 : Le Ruisseau de Maurice Lehmann et Claude Autant-Lara : Paul
- 1938 : Mon curé chez les riches de Jean Boyer : Pierre de Sableuse
- 1939 : Mon oncle et mon curé de Pierre Caron : Paul de Comprat
- 1939 : Chantons quand même de Pierre Caron
- 1939 : L'Intrigante d'Émile Couzinet
- 1945 : El Jagüey de las ruinas de Gilberto Martínez Solares
- 1946 : Ocho hombres y una mujer de Julián Soler
- 1946 : El ultimo amor de Goya de Jaime Salvador
- 1946 : Le Village de la colère de Raoul André : Bencho
- 1953 : Une nuit à Megève de Raoul André : Daniel
- 1954 : À toi de jouer Callaghan de Willy Rozier : Nicky Storata
- 1957 : Miss Pigalle de Maurice Cam : Carlos
- 1959 : Le Bossu d'André Hunebelle : Philippe d'Orléans, le régent
- 1961 : Napoléon II, l'Aiglon de Claude Boissol
- 1962 : Les Mystères de Paris d'André Hunebelle : le préfet
- 1962 : Filles de fraudeurs de E.G de Meyst : René
- 1963 : La Bonne Route, court métrage de Jean Bellanger
- 1963 : Le Bluffeur de Sergio Gobbi
- 1973 : Don Juan ou Si Don Juan était une femme... de Roger Vadim
- 1974 : La Course à l'échalote de Claude Zidi : le PDG
- 1974 : On s'est trompé d'histoire d'amour de Jean-Louis Bertuccelli : le docteur chic

### Télévision
- 1959 : Les Cinq Dernières Minutes, épisode On a tué le mort de Claude Loursais : le docteur Larbrelles
- 1965 : Belphégor ou le Fantôme du Louvre de Claude Barma (feuilleton) : Parusseau
- 1973 : Joseph Balsamo d'André Hunebelle (feuilleton) : le président des « Invisibles »
- 1974 : Un curé de choc (26 épisodes de 13 minutes) de Philippe Arnal
- 1977 : Recherche dans l'intérêt des familles de Philippe Arnal

## Théâtre
- 1937 : La guerre de Troie n'aura pas lieu de Jean Giraudoux, mise en scène Louis Jouvet, Théâtre de l'Athénée
- 1937 : Électre de Jean Giraudoux, mise en scène Louis Jouvet, Théâtre de l'Athénée
- 1938 : Le Corsaire de Marcel Achard, mise en scène Louis Jouvet, Théâtre de l'Athénée
- 1938 : Je vivrai un grand amour de Steve Passeur, mise en scène Paulette Pax, Théâtre de l'Œuvre
- 1946 : Bonne Chance Denis de Michel Duran, mise en scène Raymond Rouleau, Théâtre de l'Œuvre
- 1947 : Le Temps de vivre d'après Dark Victory de George Emerson Brewer et Bertram Bloch, adaptation Pierre Barillet, mise en scène André Certes, Théâtre Pigalle
- 1951 : Une nuit à Megève de Jean de Letraz, mise en scène Parisys, Théâtre Michel
- 1953 : Le Piège à l'innocent d'Eduardo Sola Franco, mise en scène Jean Le Poulain, Théâtre de l'Œuvre
- 1957 : Le Grand Couteau de Clifford Odets, mise en scène Jean Serge, Théâtre des Bouffes-Parisiens
- 1957 : Ne faites pas l'enfant de Roger Feral, mise en scène Michel de Ré, Théâtre de l'Ambigu
- 1958 : Sait-on jamais ! de François Turpin, mise en scène Paul Abram, Théâtre Saint-Georges
- 1960 : Les Glorieuses d'André Roussin, mise en scène de l'auteur, Théâtre royal du Parc, Théâtre de la Madeleine
- 1962 : Au petit bonheur de Marc-Gilbert Sauvajon, mise en scène Jean-Michel Rouzière, Théâtre des Nouveautés
- 1972 : Hadrien VII de Peter Luke, mise en scène Raymond Rouleau, Théâtre des Célestins
- 1973 : L'Homme en question de Félicien Marceau, mise en scène Pierre Franck, Théâtre de l'Atelier